# Denis Wolodin
Denis Michailowitsch Wolodin (russisch Денис Михайлович Володин; * 11. Juli 1982 in Kandalakscha, Sowjetunion) ist ein ehemaliger russisch-kasachischer Fußballspieler.

## Karriere
Seine Karriere begann der in Kandalakscha geborene Wolodin im nahegelegenen Finnland, wo er für Myllykosken Pallo -47, FC Jazz Pori und Rakuunat spielte. Ab 2006 spielte er bei mehreren Vereinen aus Kasachstan und bestritt in dieser Zeit auch sein einziges A-Länderspiel in der EM-Qualifikation gegen Polen. Denis Wolodin spielte als Verteidiger die Saison 2008 beim kasachischen Erstligisten Schachtjor Qaraghandy. 2009 wechselte er in die zweite kasachische Spielklasse zum FK Namys Astana. 2010 ging er zum Ligarivalen Wostok Öskemen; von dort 2011 erneut zum FK Atyrau und 2012 abermals zu Wostok Öskemen. Im Winter 2012/13 verließ der Kasache den Verein und beendete seine aktive Karriere.

## Erfolge
- Kasachischer Meister: 2006